# Taxigramma jagnobica
Taxigramma jagnobica är en tvåvingeart som beskrevs av Boris Borisovitsch Rohdendorf 1935. Taxigramma jagnobica ingår i släktet Taxigramma och familjen köttflugor. Inga underarter finns listade i Catalogue of Life.